# Cornelis Bronkhorst
Cornelis Bronkhorst (Apeldoorn, 7 mei 1924 – Riel (Goirle), 26 januari 1997) was een Nederlands jurist en raadsheer van de Hoge Raad der Nederlanden. 

## Loopbaan
Bronkhorst studeerde rechtsgeleerdheid aan de Rijksuniversiteit Utrecht. Zijn dissertatie Overmacht in het strafrecht volgde in 1952. Ook studeerde hij filosofie in Parijs en Freiburg. Hij was hoogleraar strafrecht en strafprocesrecht aan de Katholieke Hogeschool Tilburg. 

## Onderscheidingen
Bronkhorst was ridder in de Orde van de Nederlandse Leeuw.